# Kacper Majewski
Kacper Majewski (Leszno, 24 giugno 2002) è un pistard e ciclista su strada polacco, attivo come Elite/Under-23 dal 2021.

## Palmarès

### Pista
- 2022

Campionati polacchi, Inseguimento individuale
Campionati polacchi, Inseguimento a squadre (con Adam Wozniak, Jakub Soszka, Damian Sławek e Radoslaw Lewandowski)
Campionati polacchi, Americana (con Radoslaw Lewandowski)
- 2023

Grand Prix of Poland, Americana (con Bartosz Rudyk)
Grand Prix Tufo, Americana (con Konrad Waliniak)
Grand Prix Prostějov, Americana (con Adam Wozniak)

## Piazzamenti

### Competizioni mondiali
- Campionati del mondo su pista

Francoforte sull'Oder 2019 - Inseguimento a squadre Junior: 9º
Francoforte sull'Oder 2019 - Inseguimento individuale Junior: 8º
Saint-Quentin-en-Yvelines 2022 - Inseguimento a squadre: 12º
Saint-Quentin-en-Yvelines 2022 - Inseguimento individuale: 15º
Glasgow 2023 - Inseguimento individuale: 14º
Glasgow 2023 - Inseguimento a squadre: 21º
- Campionati del mondo su strada

Yorkshire 2019 - Cronometro Junior: 52º

### Competizioni continentali
- Campionati europei su pista

Gand 2019 - Inseguimento a squadre Junior: 5º
Gand 2019 - Inseguimento individuale Junior: 10º
Fiorenzuola d'Arda 2020 - Inseguimento a squadre Junior: 5º
Fiorenzuola d'Arda 2020 - Inseguimento individuale Junior: 7º
Apeldoorn 2021 - Inseguimento a squadre Under-23: 7º
Apeldoorn 2021 - Inseguimento individuale Under-23: 7º
Anadia 2022 - Inseguimento individuale Under-23: 5º
Anadia 2022 - Inseguimento a squadre Under-23: 6º
Anadia 2022 - Corsa a punti Under-23: 6º
Monaco di Baviera 2022 - Inseguimento a squadre: 7º
Monaco di Baviera 2022 - Inseguimento individuale: 9º
Monaco di Baviera 2022 - Chilometro a cronometro: 19º
Grenchen 2023 - Inseguimento a squadre: 8º
Grenchen 2023 - Inseguimento individuale: 13º
Anadia 2023 - Inseguimento individuale Under-23: 5º
Anadia 2023 - Inseguimento a squadre Under-23: 7º
Anadia 2023 - Omnium Under-23: 4º